# Doomsday for the Deceiver
Albums de Flotsam and Jetsam
No Place For Disgrace
(1988)
Doomsday for the Deceiver est le premier album du groupe de thrash metal Flotsam and Jetsam sorti en 1986. Cet album est une référence dans l'histoire de ce genre musical. Peu après sa sortie, le bassiste Jason Newsted rejoindra Metallica pour remplacer le défunt Cliff Burton.

## Liste des titres
Toute la musique est composée par Flotsam and Jetsam.
| No  | Titre                     | Paroles                      | Durée |
| --- | ------------------------- | ---------------------------- | ----- |
| 1.  | Hammerhead                | Jason Newsted                | 6:15  |
| 2.  | Iron Tears                | Jason Newsted                | 3:52  |
| 3.  | Desecrator                | Jason Newsted                | 3:49  |
| 4.  | Fade to Black             | Jason Newsted, Jennifer Lowe | 2:05  |
| 5.  | Doomsday for the Deceiver | Jason Newsted                | 9:12  |
| 6.  | Metal Shock               | Jason Newsted, Eric A.K.     | 8:17  |
| 7.  | She Took an Axe           | Jason Newsted                | 5:15  |
| 8.  | U.L.S.W.                  | Jason Newsted, Ed Carlson    | 4:22  |
| 9.  | Der Führer                | Jason Newsted                | 5:46  |
| 10. | Flotzilla                 | (Instrumental)               | 6:07  |

## Composition du groupe
- Eric A.K. - chants
- Jason Newsted - basse, chœurs
- Kelly David-Smith - batterie, chœurs
- Edward Carlson - guitare, chœurs
- Michael Gilbert - guitare, chœurs